# 线形草沙蚕
线形草沙蚕（学名：Tripogon filiformis）为禾本科草沙蚕属下的一个种。